# 屯門鄉事委員會
屯門鄉事委員會（英語：Tuen Mun Rural Committee）隸屬於新界鄉議局元朗約，乃是香港27個鄉事委員會之一。

## 歷任主席
1. 陳日新：1953–1970
2. 劉皇發：1970–2011
3. 何君堯：2011–2015
4. 劉皇發：2015–2016
5. 劉業強：2016–現在

## 鄉村列表
- 鍾屋村
- 虎地村
- 福亨村（下）
- 福亨村（上）
- 河田村
- 麒麟圍
- 礦山村
- 藍地
- 良田村
- 聯安新村
- 龍鼓灘
- 坭圍
- 稔灣
- 寶塘下村
- 新慶村
- 新圍仔
- 小坑村
- 小欖
- 掃管笏
- 順豐圍
- 大欖涌
- 田夫仔
- 桃園圍
- 井頭村(中及下)
- 井頭村(上)
- 青磚圍
- 青山村
- 紫田村
- 舊墟村
- 新墟村
- 屯門新村
- 屯子圍
- 和平新村
- 楊小坑
- 亦園村

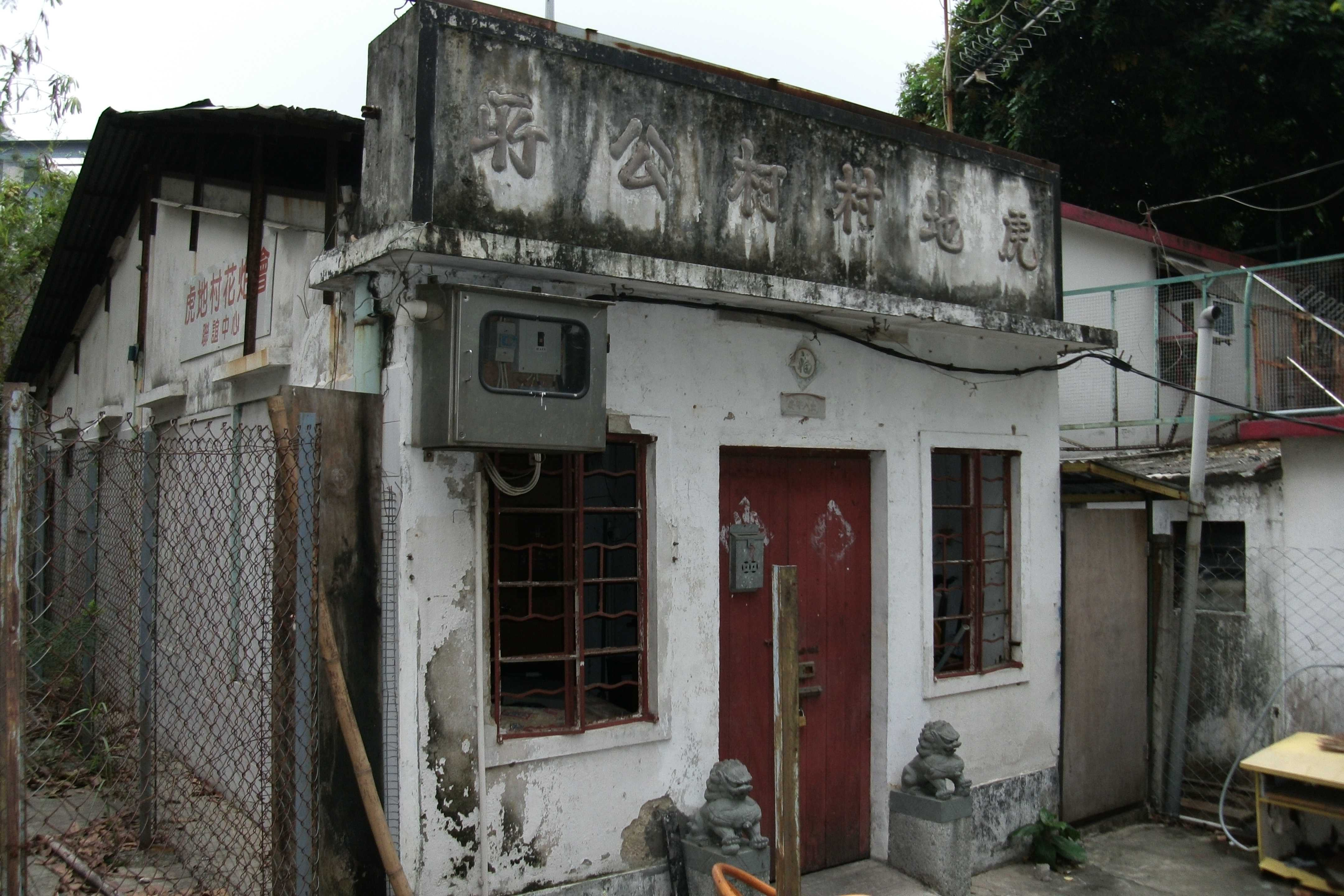
虎地村村公所
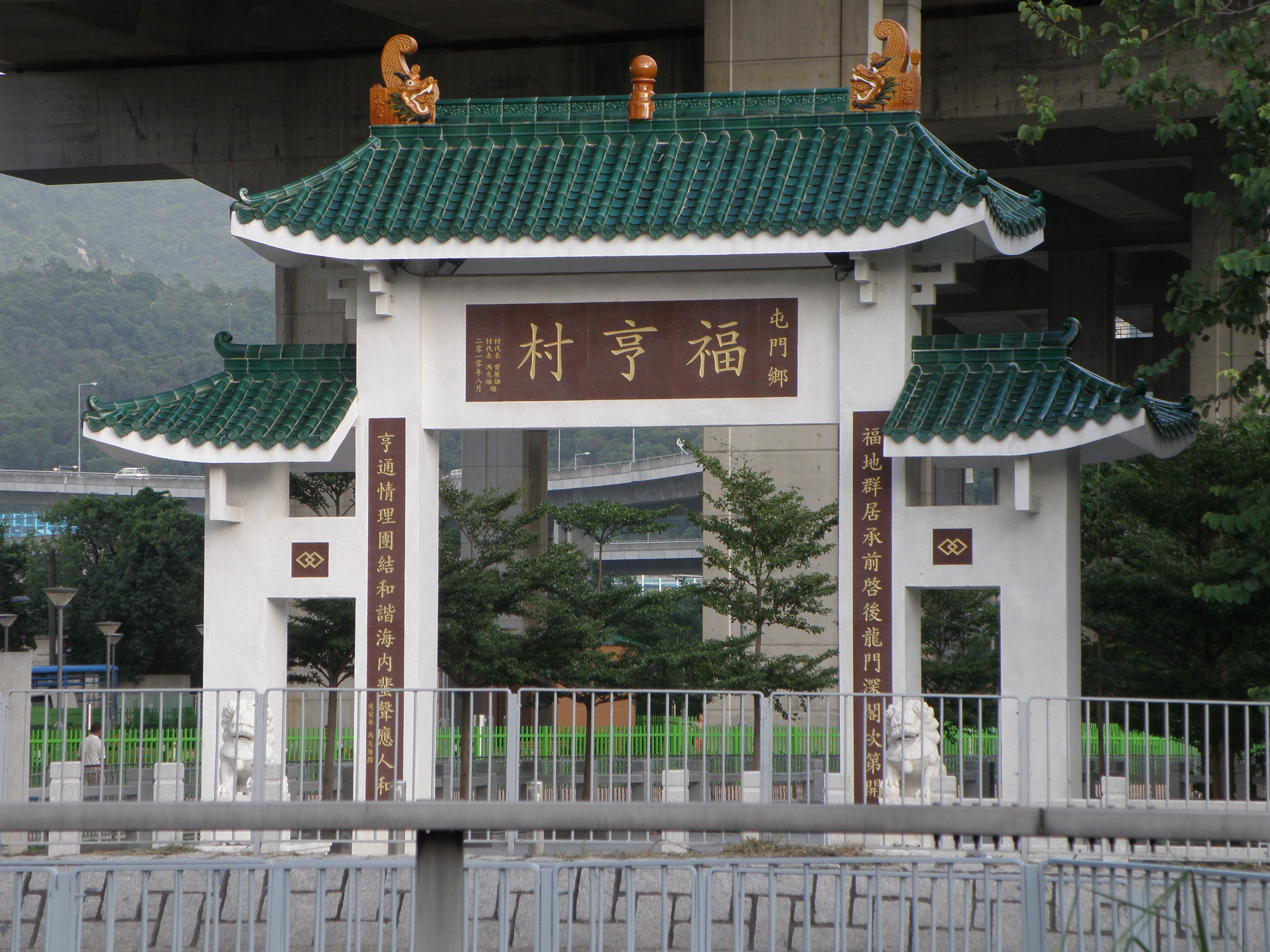
福亨村牌坊
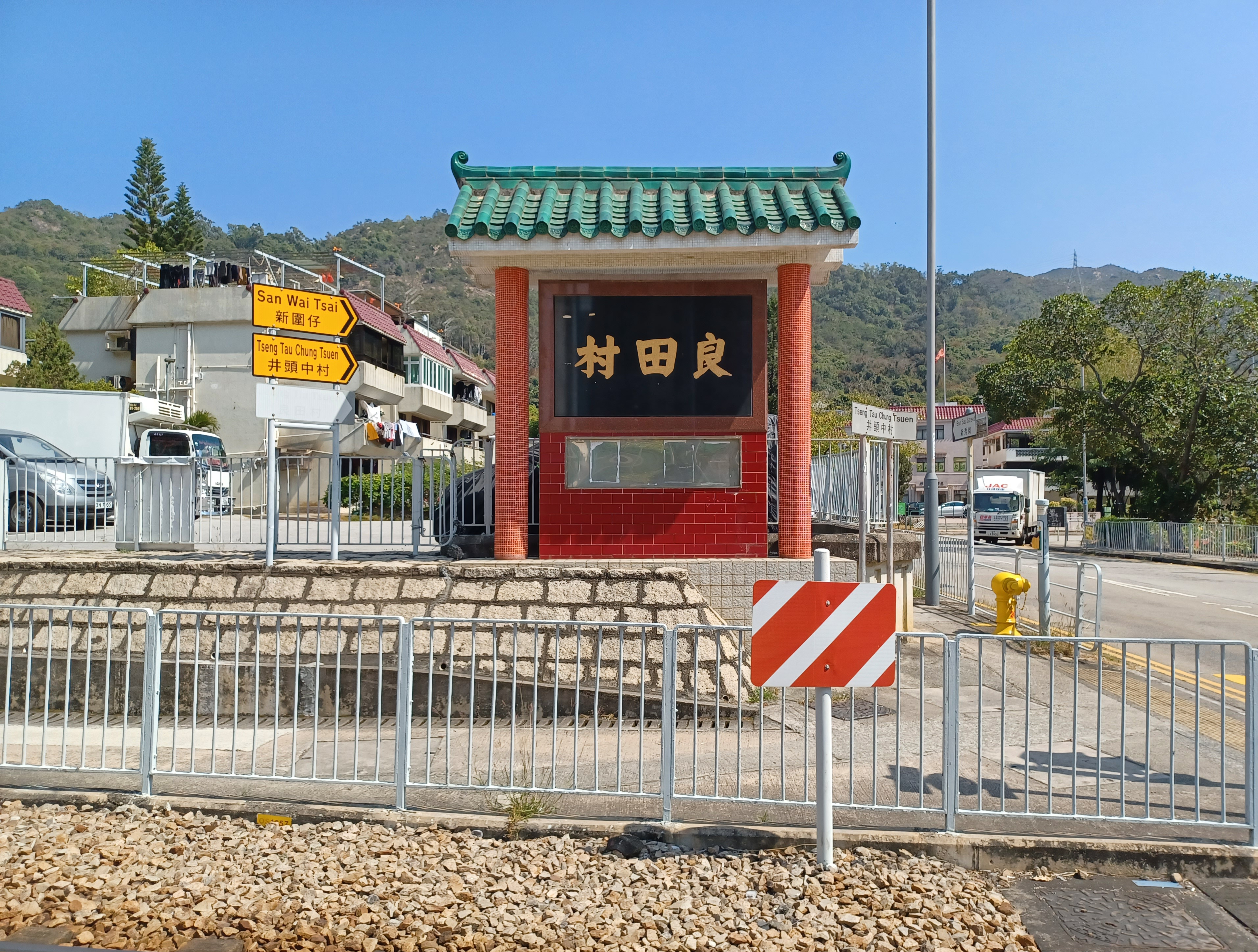
良田村村牌
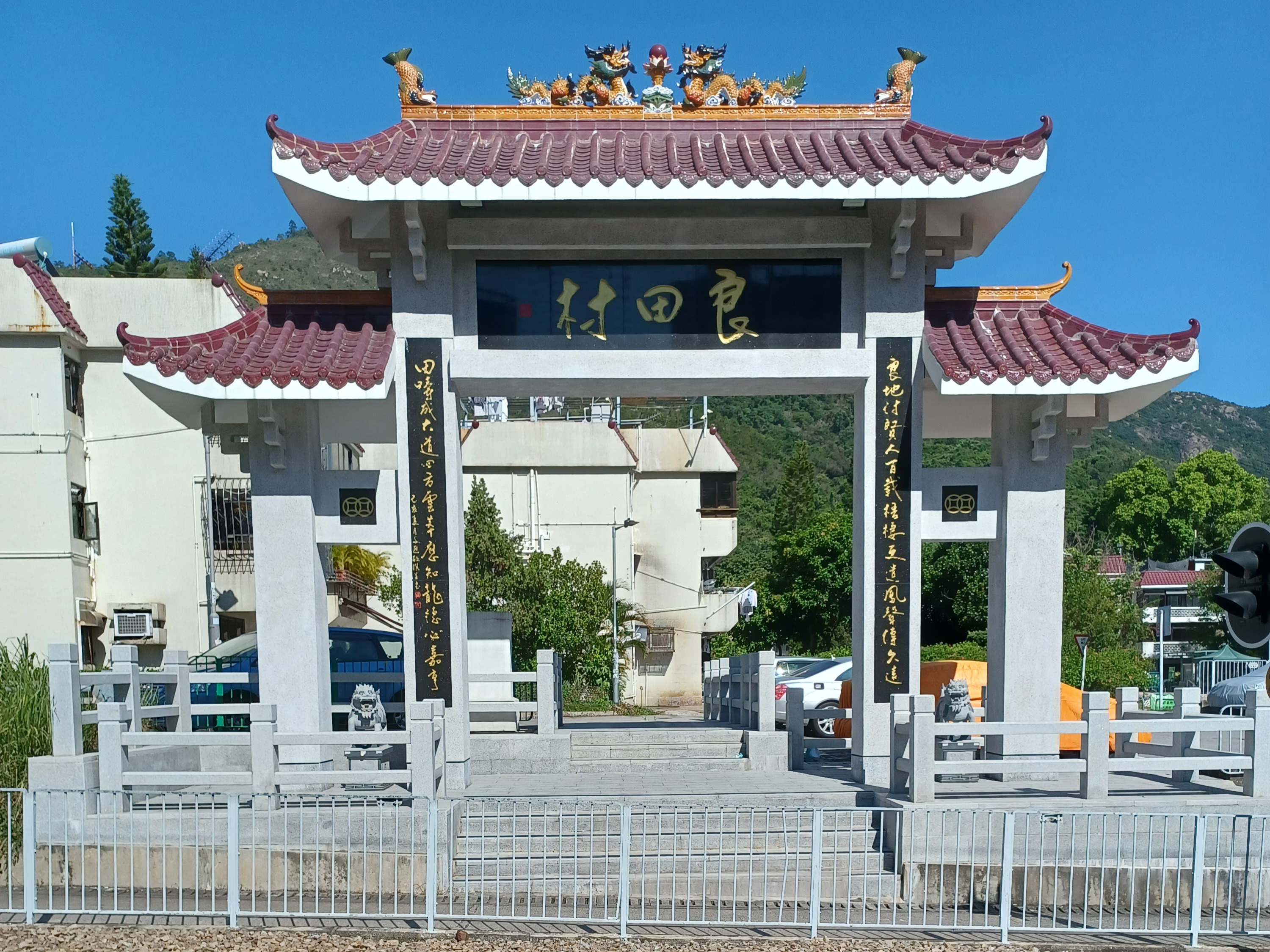
於2019年11月建成的良田村牌坊
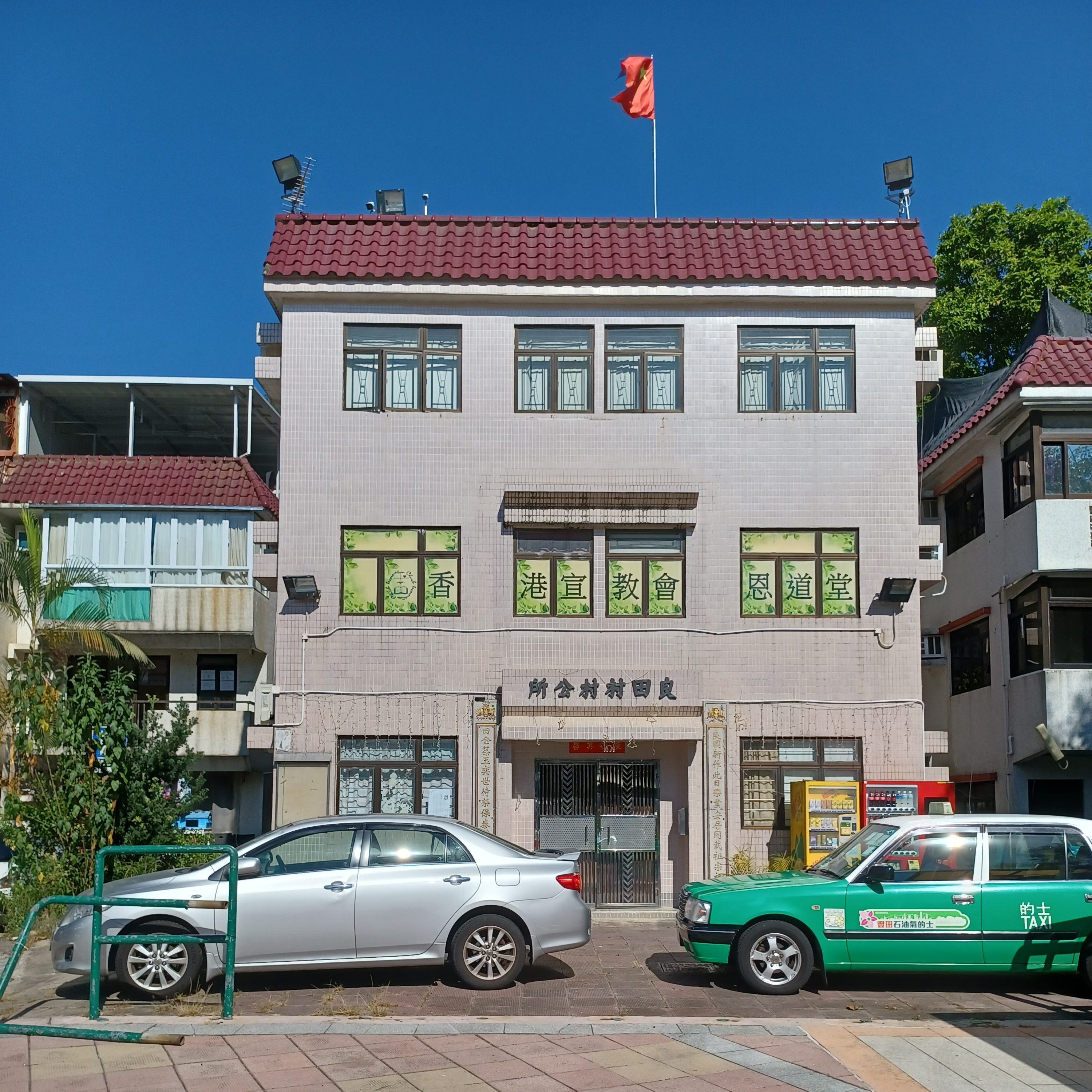
良田村村公所
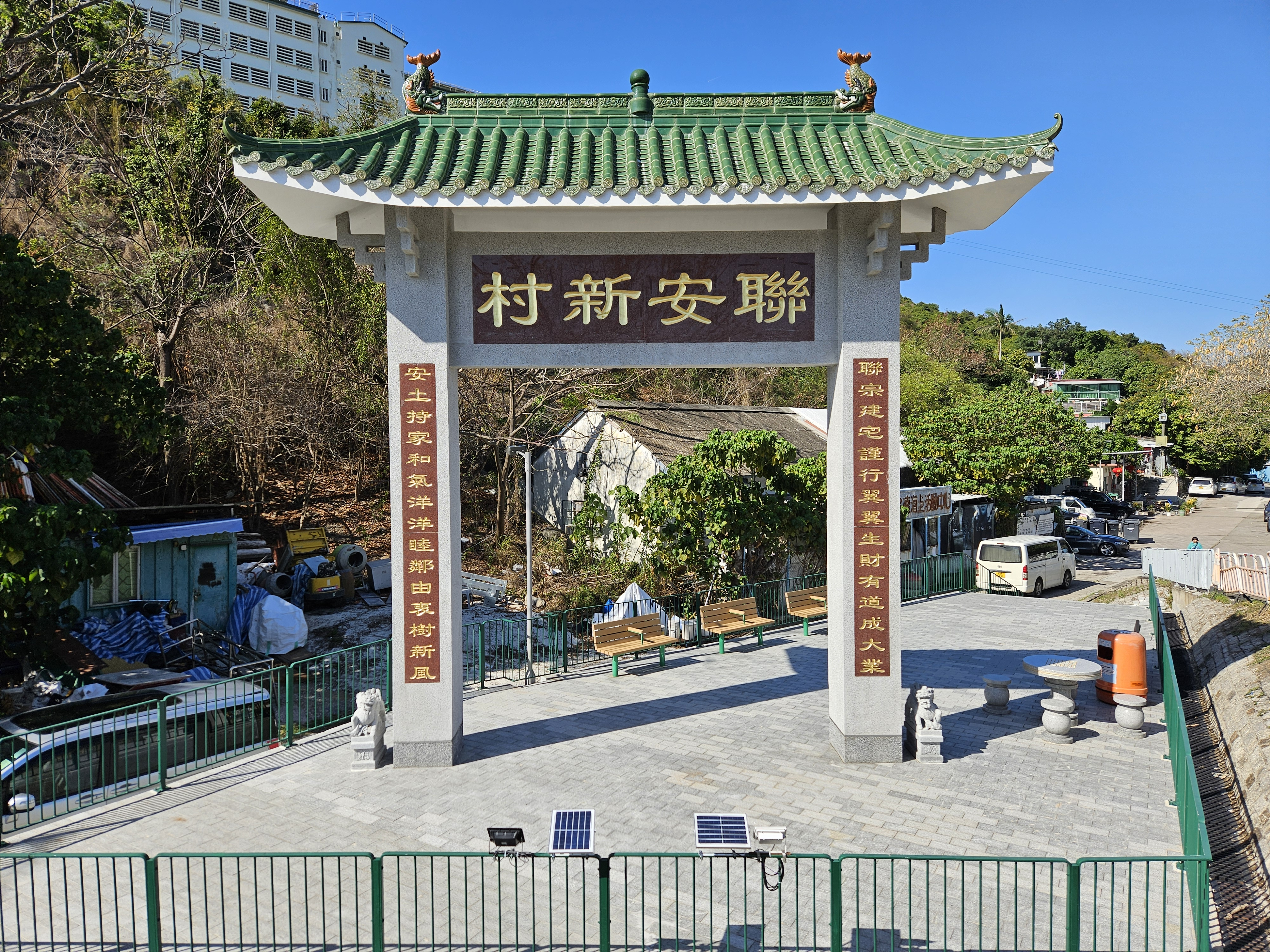
於2023年建成的聯安新村牌坊
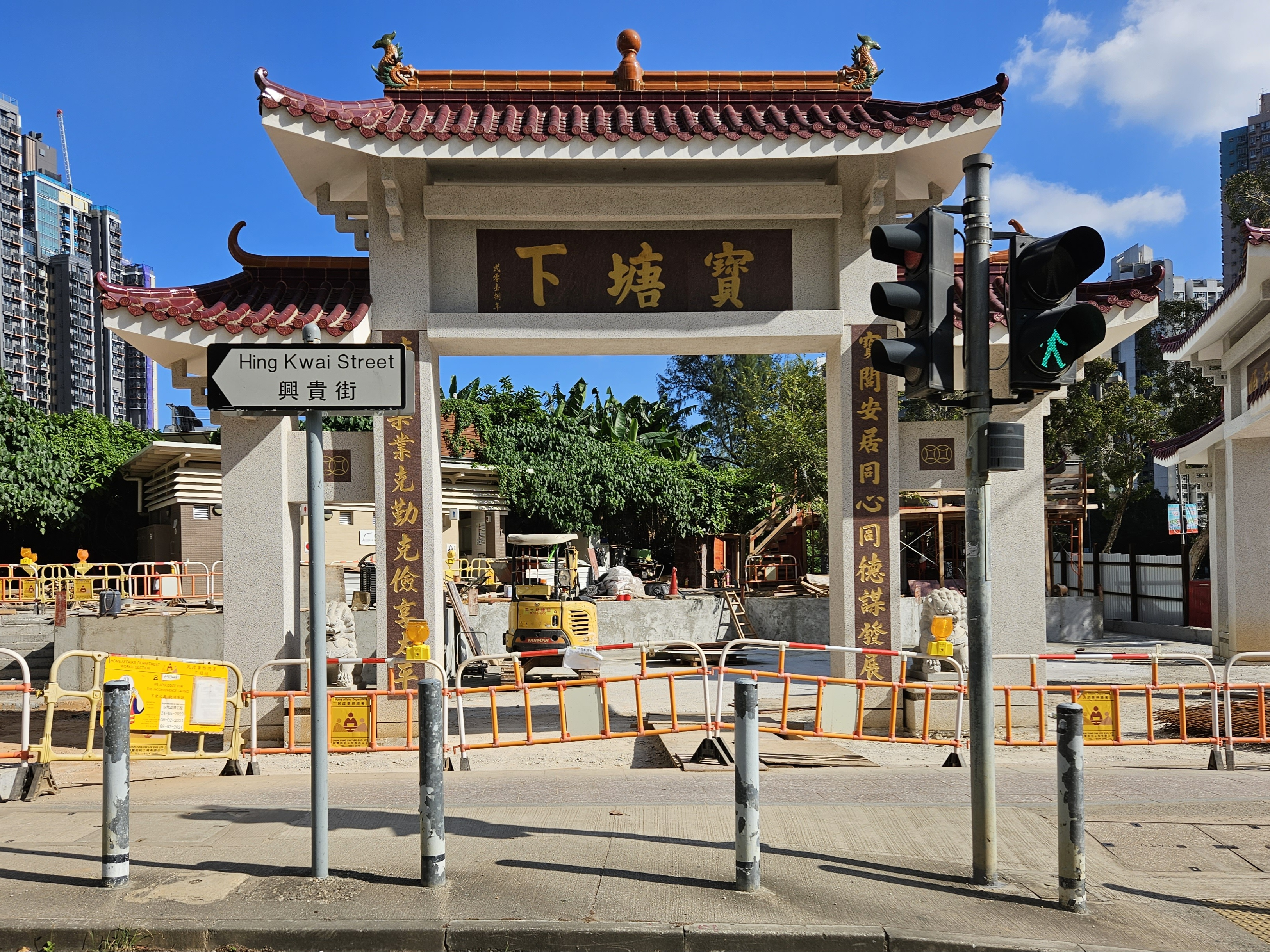
寶塘下牌坊
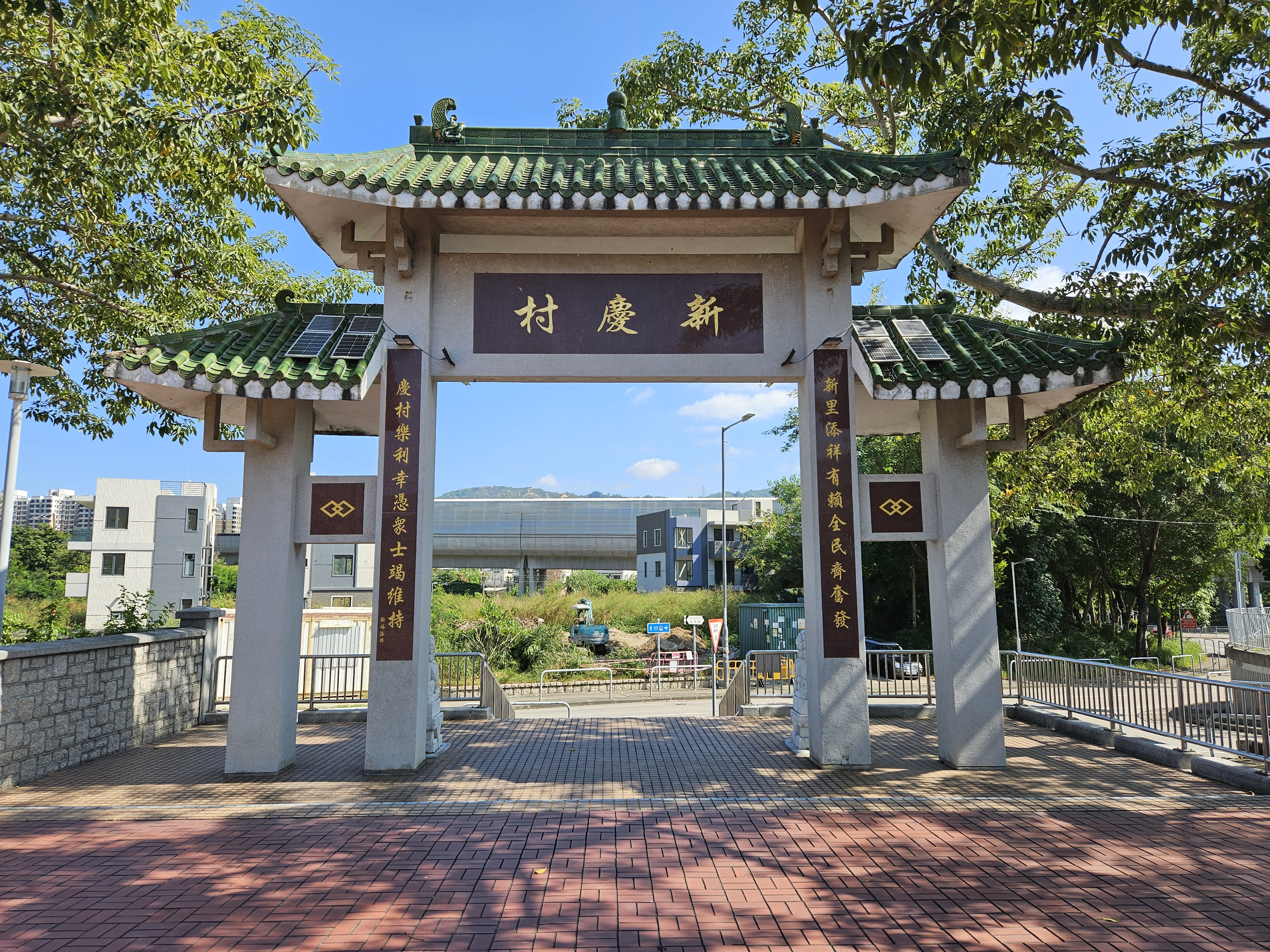
新慶村牌坊
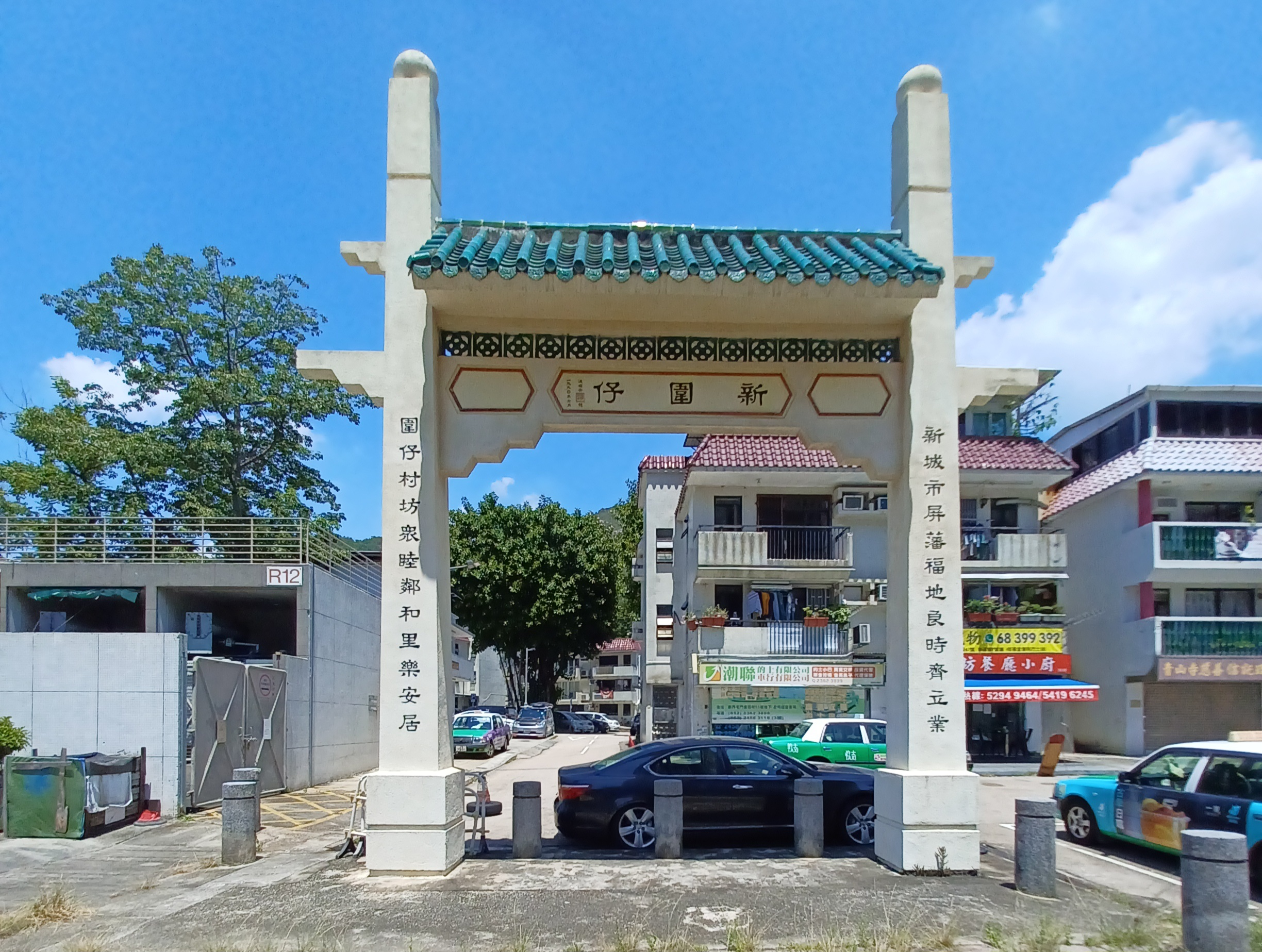
於1990年建成的新圍仔牌坊
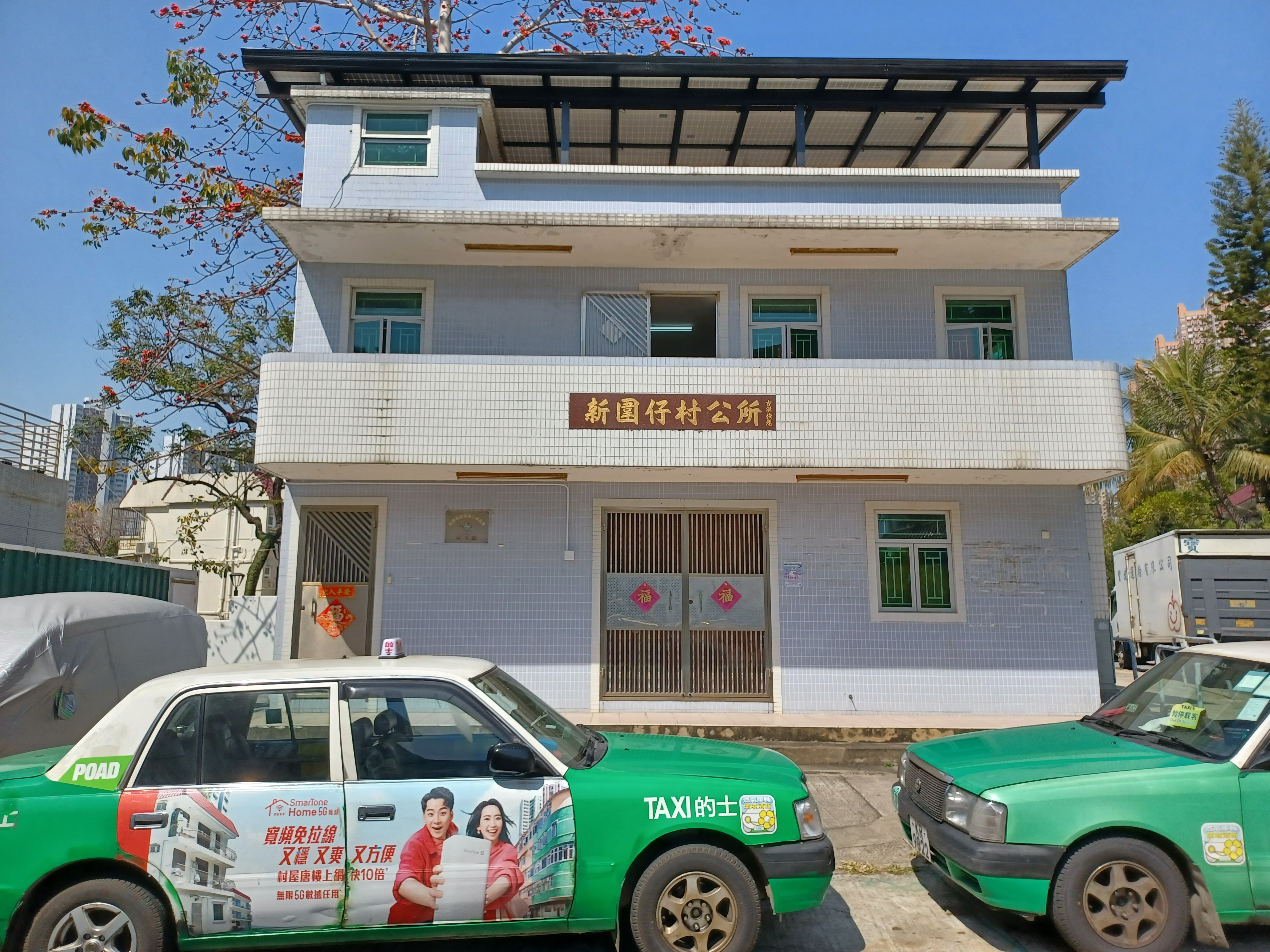
新圍仔村公所
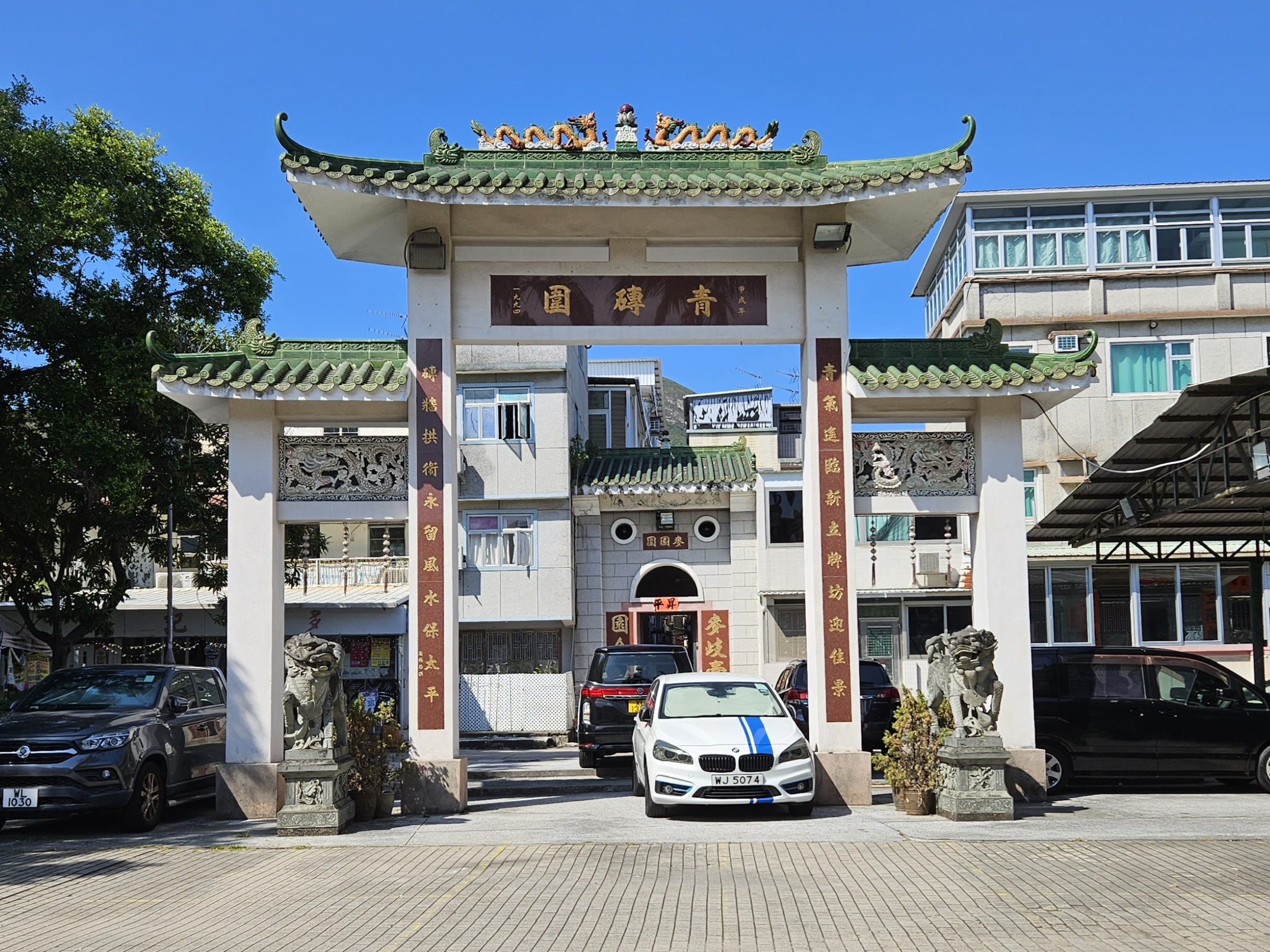
青磚圍牌坊
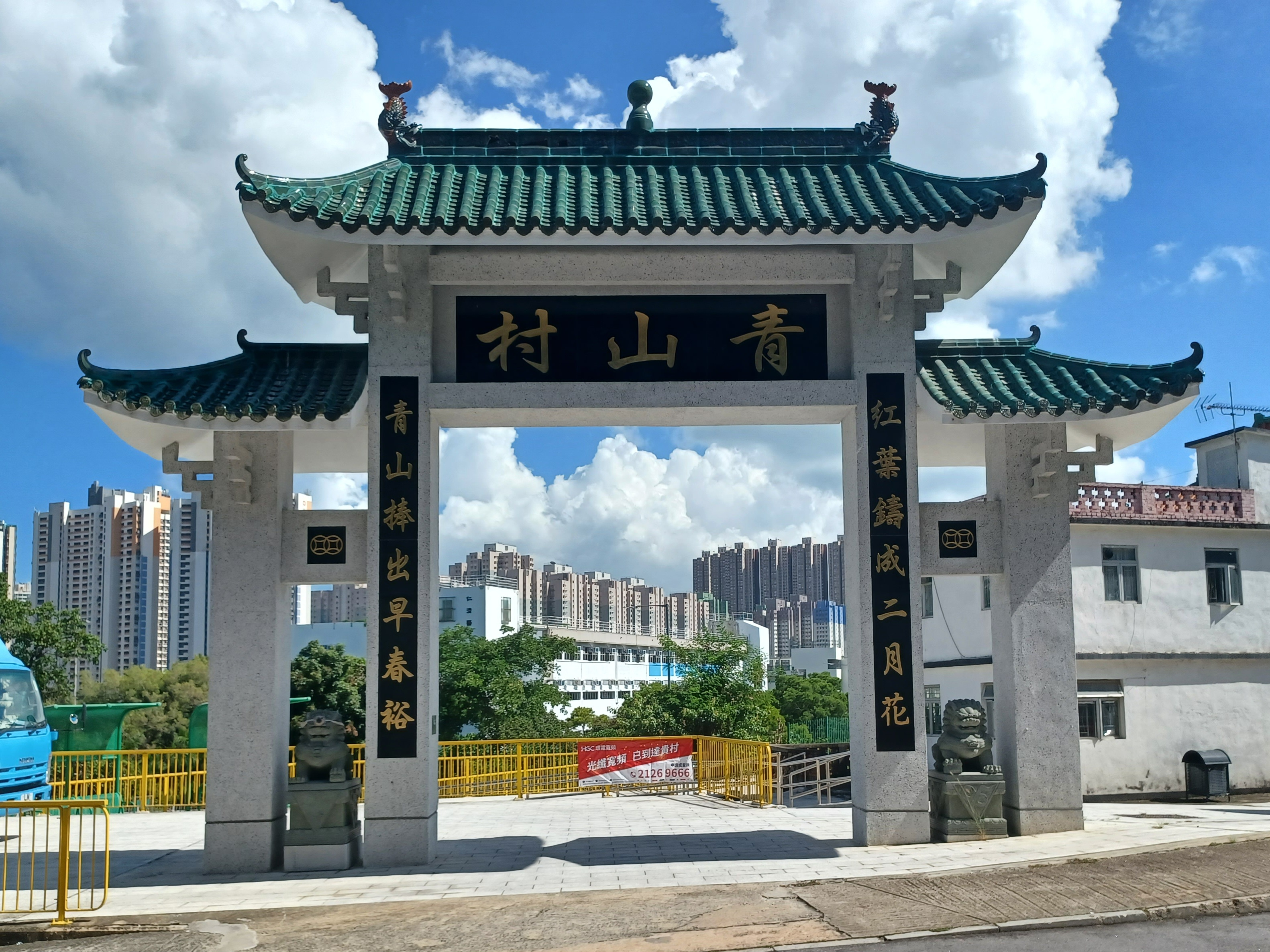
青山村牌坊
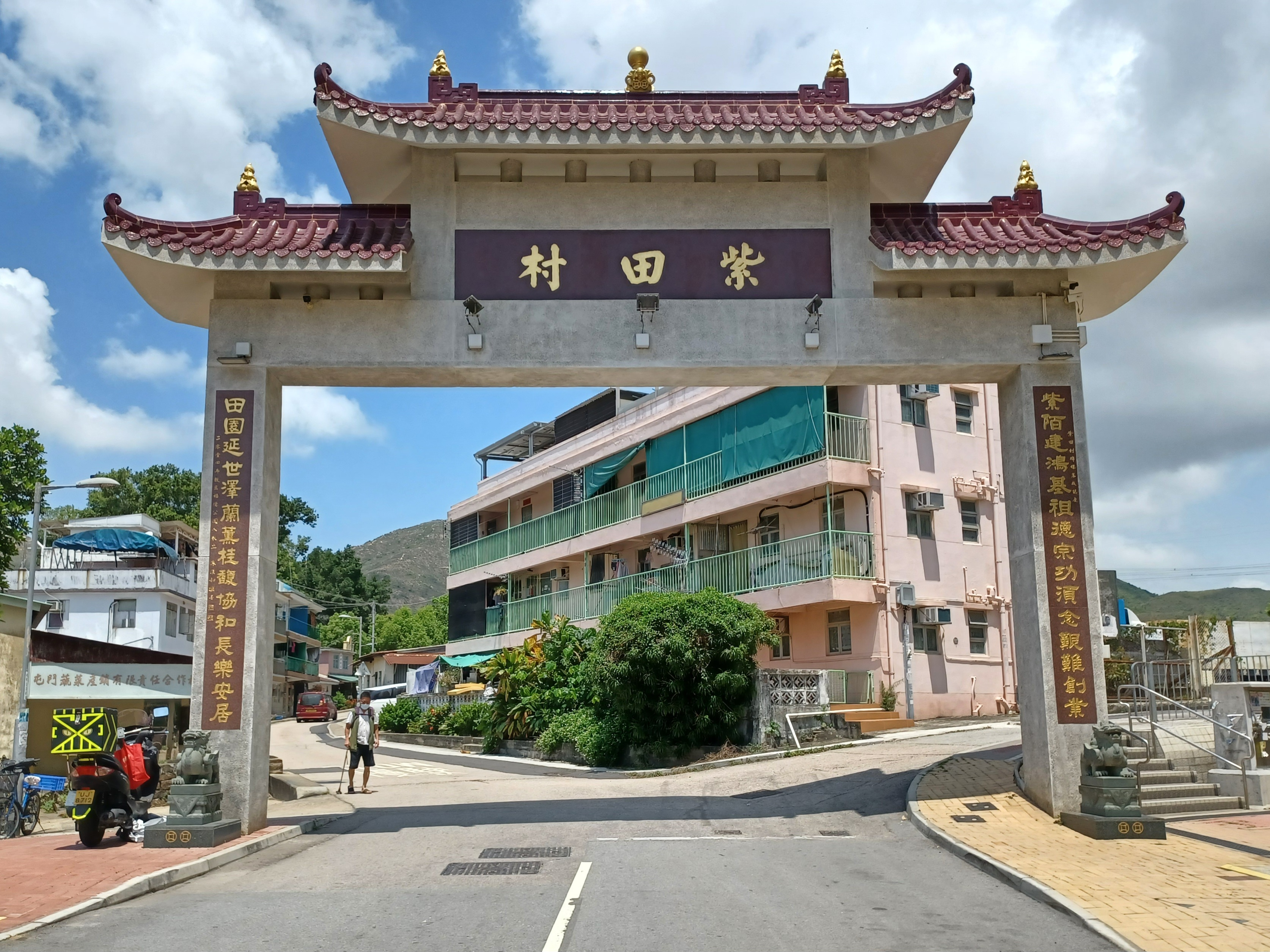
紫田村牌坊
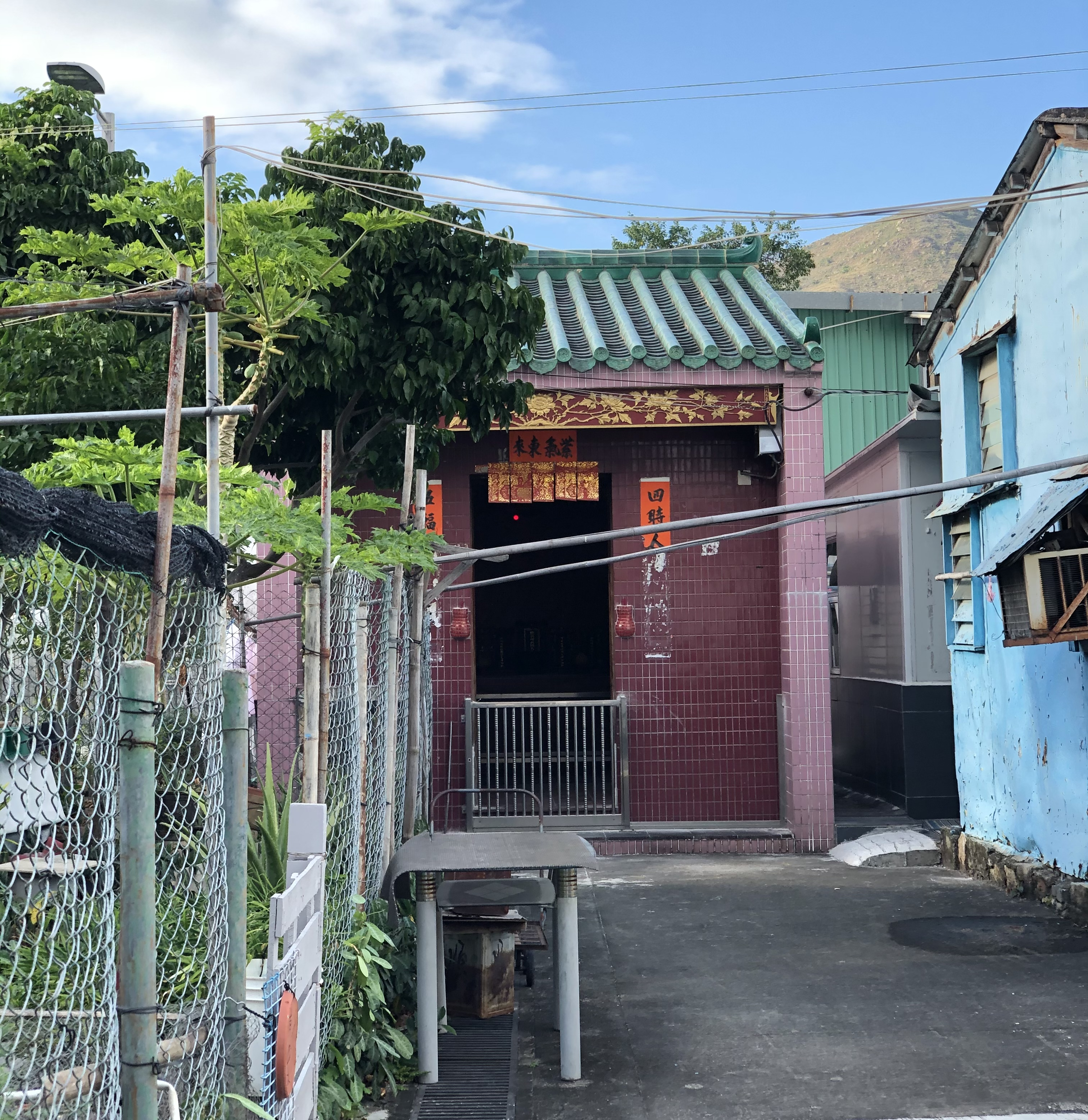
子屯圍圍門
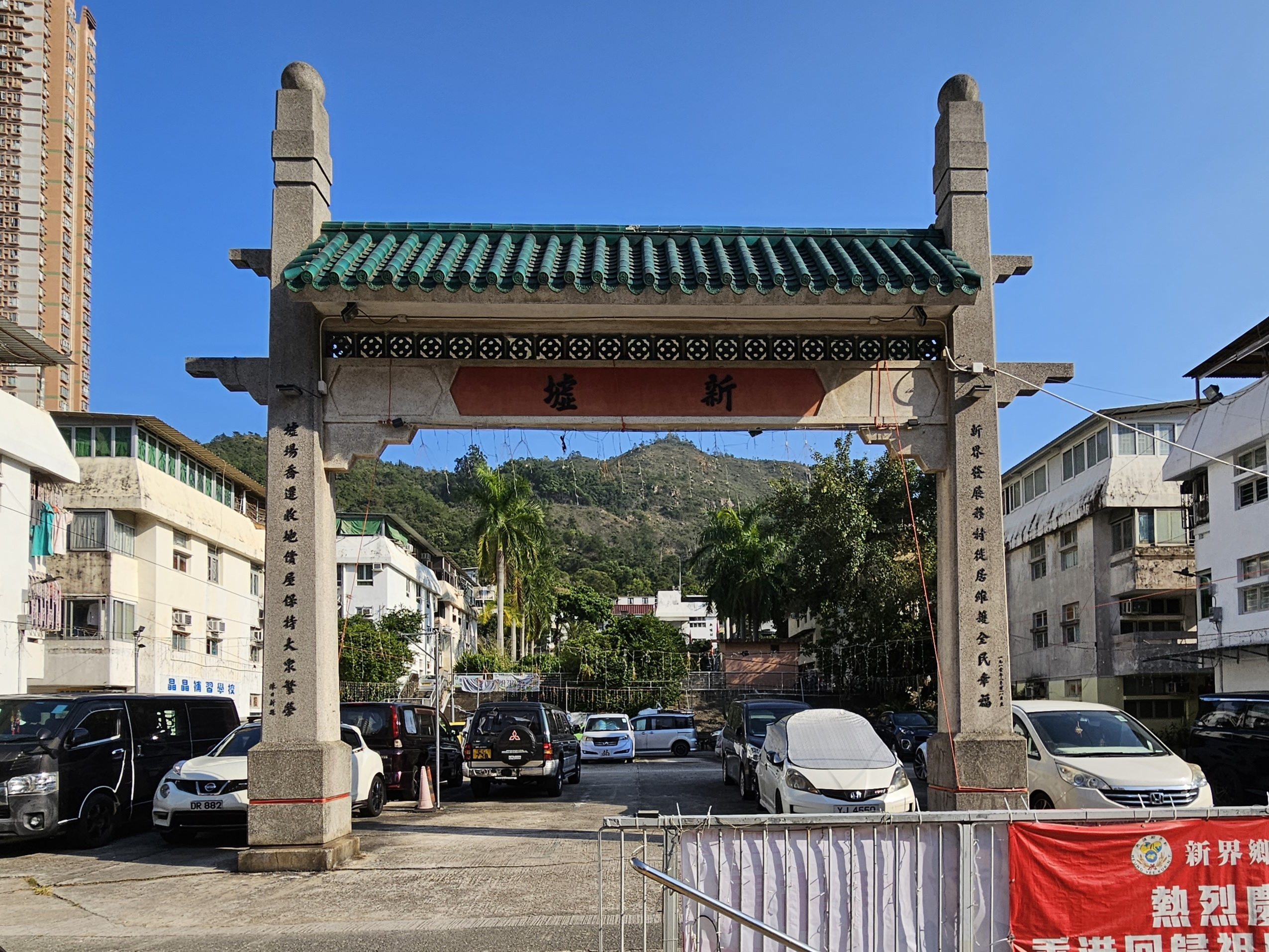
新墟牌坊
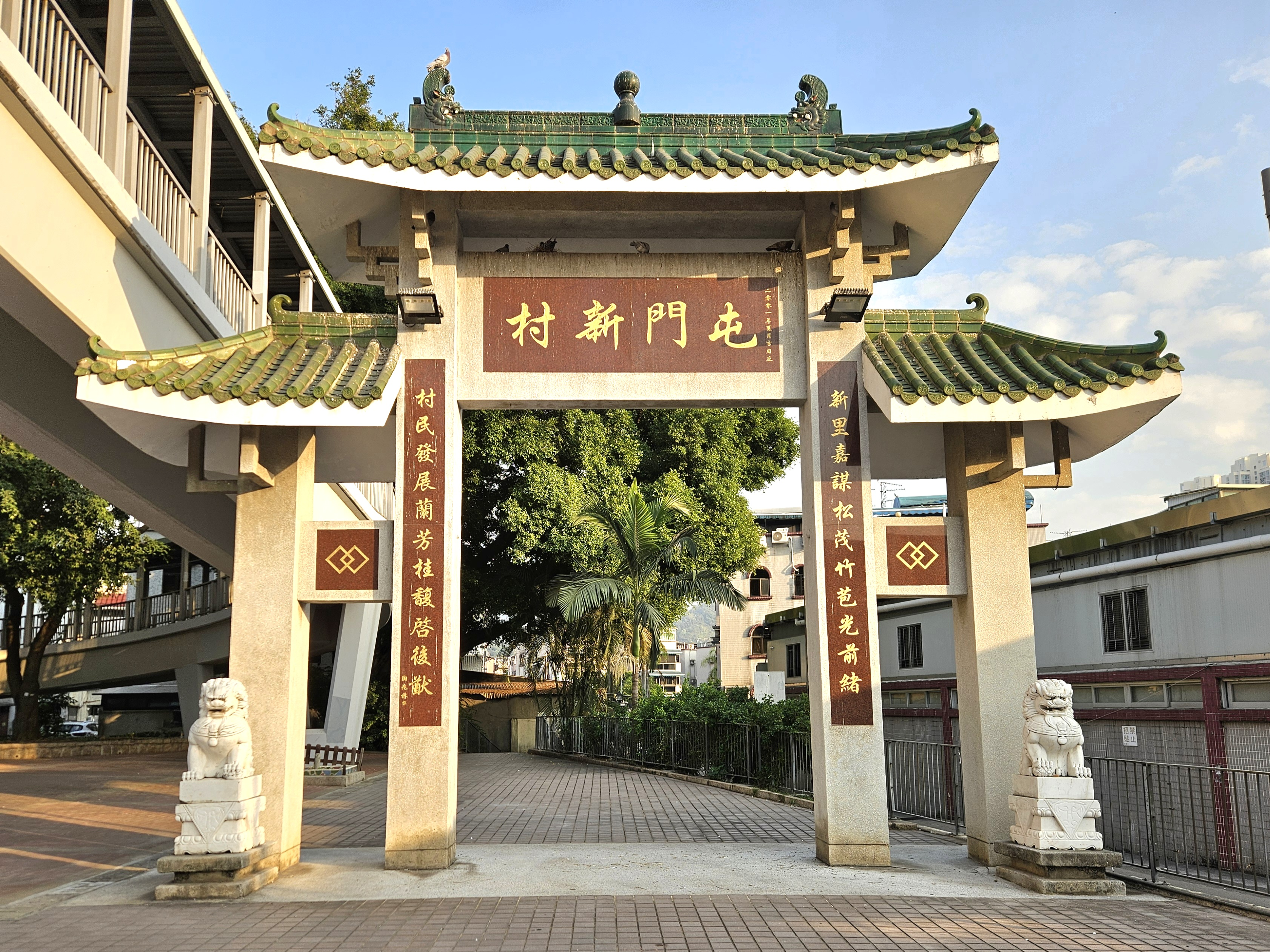
屯門新村牌坊
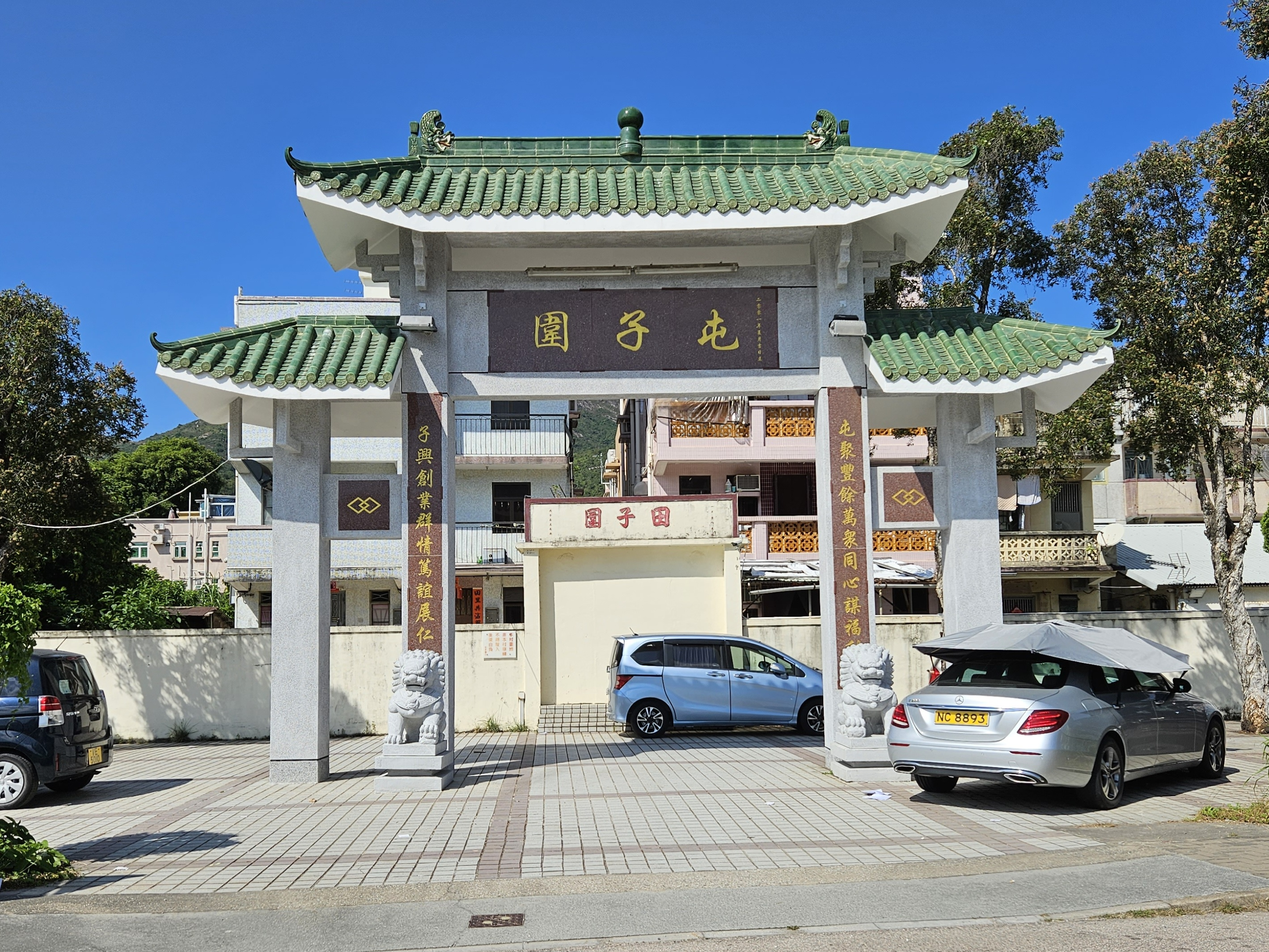
屯子圍牌坊與前圍門。永久封閉的前圍門上寫有該村舊稱「田子圍」